# Sitona
A Sitona-fajok, vagy csipkézőbarkók az ormányosbogár-félék (Curculionidae) családjába tartozó apró termetű bogarak alkotta nem. A nemhez tartozó összes faj növényevő, közülük több is a gazdaságilag jelentős kártevők közé tartozik.

## Elterjedésük
A nem fajainak többsége palearktikus elterjedésű, néhány faj a Nearktikumban honos, illetve több fajuk is előfordul behurcolt kártevőként Dél-Afrikában és Ausztráliában. Világszerte több, mint 100 leírt fajuk ismert, Európából 47 fajt mutattak ki. A nembe tartozó összes faj a pillangósvirágúak családjába (Fabaceae) tartozó növényeken él.

## Rendszerezésük
A nembe tartozó fajokat korábban 3 alnemre osztották (Charagmus, Coelositona, Sitona s.str.), melyek a nem revízióját követően önálló nemi rangra léptek elő.

## Megjelenésük
Kicsi vagy közepes méretű fajok, csápjuk viszonylag rövid és vékony. Az ormány rövid és széles. Felületüket tojásdad vagy kerek pikkelyek fedik, ezek általában szürkék vagy barnák. A pikkelyek helyett ritkán pikkelyszőrök, vagy szőrök láthatók. A lábak rövidek, vastag combbal, melyeken sosem láthatók tüskék.

## Életmódjuk
A magyarországi fajok többsége egyéves életmódú, a telet imágó alakban töltik a talajban, ahonnan már kora tavasszal, az első melegebb napokon előbújnak.

### Kártételük
A magyarországi fajok jelentős része gazdasági kártevő, különböző pillangósvirágú növényeken. Az imágók a leveleket „csipkézik”, szabályos szélű, jellegzetes U- alakú rágásképükről könnyedén felismerhetők az általuk károsított növények. A fő károsító forma általában az imágó, a lárvák a talajban a tápnövényük gyökerét rágják. A lárvák és imágók tápnövénye rendszerint megegyezik.

## Magyarországi fajok

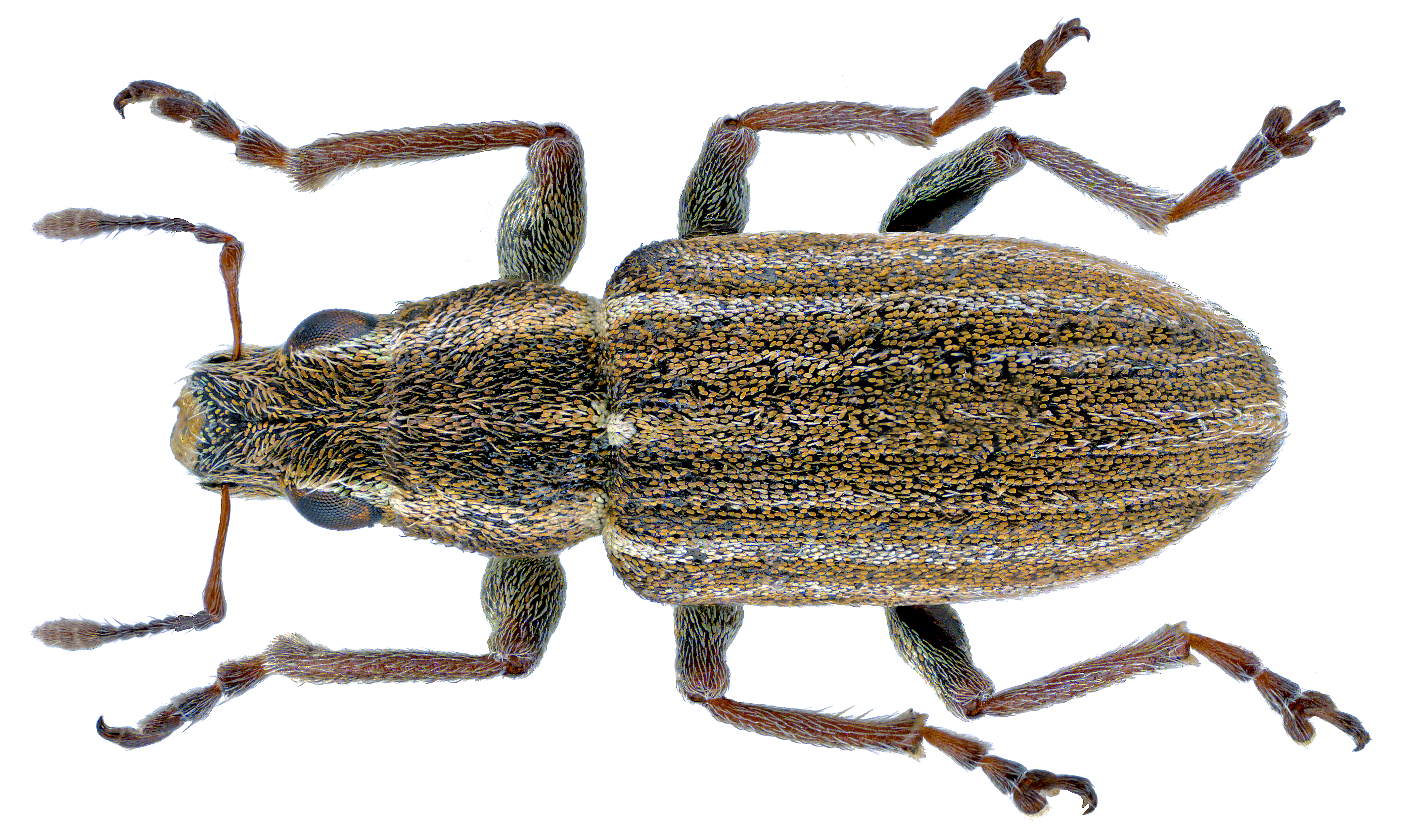
Sávos csipkézőbarkó (Sitona lineatus)

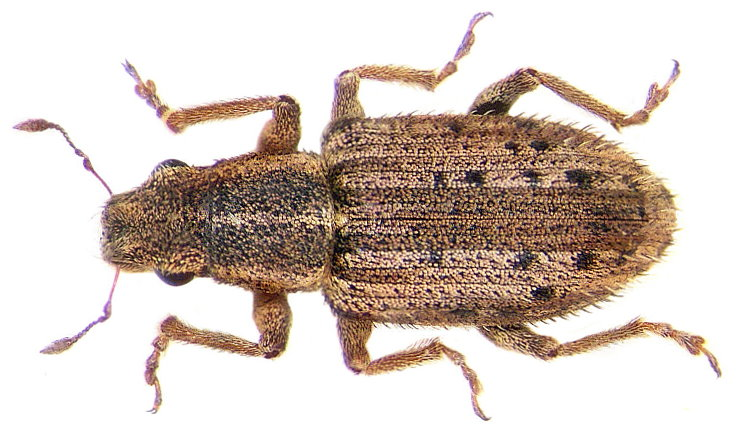
Borsó csipkézőbarkó (Sitona macularius)

Magyarországon jelenleg 17 fajuk él.
- csíkos csipkézőbarkó (Sitona ambiguus) Gyllenhal, 1834
- szempillás csipkézőbarkó (Sitona callosus) Gyllenhal, 1834
- hengerestorú csipkézőbarkó (Sitona cylindricollis) Fåhraeus, 1840
- szőrös csipkézőbarkó (Sitona hispidulus) (Fabricius, 1777)
- lucerna-csipkézőbarkó (Sitona humeralis) Stephens, 1831
- laposszemű csipkézőbarkó (Sitona inops) Schönherr, 1832
- koronafürt-csipkézőbarkó (Sitona languidus) Gyllenhal, 1834
- iglice-csipkézőbarkó (Sitona lateralis) Gyllenhal, 1834
- sávos csipkézőbarkó (Sitona lineatus) (Linné, 1758)
- hosszú csipkézőbarkó (Sitona longulus) Gyllenhal, 1834
- borsó csipkézőbarkó (Sitona macularius) (Marsham, 1802)
- Sitona obsoletus (Gmelin, 1790)
- nagy csipkézőbarkó (Sitona puncticollis) Stephens, 1831
- bükköny-csipkézőbarkó (Sitona striatellus) Gyllenhal, 1834
- szegélyes csipkézőbarkó (Sitona sulcifrons) (Thunberg, 1798)
- színes csipkézőbarkó (Sitona suturalis) Stephens, 1831
- Waterhouse-csipkézőbarkó (Sitona waterhousei) Walton, 1846